# Hermann Giess
Hermann Jakob Giess – auch: Hermann Gieß – (* 14. April 1875 in Frankfurt am Main; † 4. Mai 1963 in Bad Salzuflen) war ein Ministerialdirektor im Reichspostministerium. Als Vertreter des Deutschen Reiches unterzeichnete er mehrere internationale Abkommen im Bereich des Funkwesens.

## Leben
Nach dem Besuch des Gymnasiums in Frankfurt am Main trat er 1894 in den Dienst der Reichspost. Seine große Staatsprüfung legte er 1902 ab. Zum Telegrafen-Direktor wurde er 1914 befördert. Von 1914 bis 1915 leistete er den ersten Militärdienst ab, wobei er Kommandeur einer Funkabteilung in Königs Wusterhausen war.
Von 1915 bis 1919 kommandierte er als Regimentskommandeur die Telegrafen-Abteilung Orient auf dem Balkan und in Kleinasien. Unter diesem Kommando wurde ein Nachrichtennetz auf die Linie Donau – Kaukasus – Bagdad – Sinai aufgebaut. Ferner entstand eine Fernsprechverbindung nach Konstantinopel.
Als Major der Reserve beendete er den Kriegsdienst. Nach der Rückkehr zur Reichspost wurde er 1924 zum Oberpostdirektor befördert. Zu dieser Zeit gehörte er der Kommission des Reichspostministeriums für die besetzten Gebiete bei dem Interalliierten Oberkommando in Wiesbaden an. Dort konnte er erreichen, dass die Rundfunksendungen wieder für das Rheinland aufgenommen werden konnten.
1926 erfolgte die Beförderung zum Oberpostrat und die Berufung ins Reichspostministerium. Im gleichen Jahr wurde unter seiner Aufsicht ein Kabel zu den Azoren gelegt. An der Weltfunkkonferenz in Washington nahm er als Vertreter Deutschlands als Ministerialrat 1927 teil. In London vertrat er Deutschland 1929 auf der Sicherheitskonferenz für die Schifffahrt. In Kopenhagen war er 1931 Delegationsführer auf der Funkkonferenz.
Ebenso führte er die deutsche Delegation auf der Weltfunkkonferenz 1932 in Madrid. Ein Jahr später erfolgte die Beförderung zum Ministerialdirektor und die Führung der deutschen Delegation auf der Europäischen Funkkonferenz in Luzern. Auch auf der Europäischen Funkkonferenz 1935 führte er die deutsche Delegation in Lissabon. 1939 war er in Montreux an der Konferenz beteiligt, die den Plan für die Frequenzen der europäischen Rundfunksender aufstellte. Während seiner Dienstzeit in Berlin wohnte er 1935 in Berlin-Zehlendorf in der Schwerinstraße 20.
Nach 1945 leitete er bis 1947 in der Britischen Besatzungszone im Range eines Staatssekretärs die Reichspost-Oberdirektion in Bad Salzuflen, um am Wiederaufbau des Postdienstes mitzuwirken.

## Ehrungen
- Eisernes Kreuz (1914) II. und I. Klasse
- Bayerischer Militärverdienstorden IV. Klasse mit Schwertern
- Ritterkreuz des Albrechtsordens I. Klasse mit Schwertern
- Hanseatenkreuz Hamburg
- Orden der Eisernen Krone
- Österreichisches Militärverdienstkreuz III. Klasse
- Bulgarische Kommandeurkreuz
- Türkischer Orden Liakat
- Imtiyaz-Orden
- Osmanje-Orden IV. Klasse
- 1952: Großes Verdienstkreuz mit Stern der Bundesrepublik Deutschland
- 1955: Ehrensenator der TH Darmstadt

## Schriften
- Die Einführung des Rundfunks in den ehemals besetzten Gebieten des Rheinlandes, 1925
- Weltnachrichtenverträge, mit Hans Giesecke, Berlin 1941